# گرانش نظری
گرانش نظری یا گرانش معمولی در زمین سنجی و ژئوفیزیک، تقریبی از گرانش واقعی در سطح زمین با استفاده از یک مدل ریاضی است که نشان دهنده زمین می‌باشد. متداول‌ترین مدل زمین هموار، یک بیضی چرخان است (یعنی یک کره وار).
بازنمودهای گرانش را می‌توان در مطالعه و تجزیه و تحلیل اجرام دیگر، مانند سیارک‌ها استفاده کرد. نمایش‌های پرکاربرد میدان گرانشی در زمینه زمین سنجی شامل هارمونیک‌های کروی، مدل‌های ماسکون و نمایش‌های گرانشی چند وجهی است.

## مبانی
نوع مدل گرانش مورد استفاده برای زمین بستگی به درجه صحت مورد نیاز برای مسئله مورد نظر دارد. برای بسیاری از مسایل مانند شبیه‌سازی هواپیما، شاید کافی باشد که گرانش را همان گونه که هست، ثابت در نظر گرفت:
{\displaystyle g=g_{45}=} ۹٫۸۰۶۶۵ متر بر مجذور ثانیه (۳۲٫۱۷۴۰ فوت بر مجذور ثانیه)
بر اساس داده‌های سیستم زمین‌شناسی جهانی 1984 (WGS-۸۴)، میزان گرانش {\displaystyle g} در چارچوب مرجع محل، به جهت «پایین» اشاره می‌کند.
اگر مطلوب است که وزن یک جسم روی زمین را به عنوان تابعی از عرض جغرافیایی مدل کنیم، می‌توان از موارد زیر استفاده کرد: : ۴۱ 
{\displaystyle g=g_{45}-{\tfrac {1}{2}}(g_{\mathrm {poles} }-g_{\mathrm {equator} })\cos \left(2\,\varphi \cdot {\frac {\pi }{180}}\right)}
که در آن:
- {\displaystyle g_{\mathrm {poles} }} = ۹٫۸۳۲ متر بر مجذور ثانیه (۳۲٫۲۶ فوت بر مجذور ثانیه)
- {\displaystyle g_{45}} = ۹٫۸۰۶ متر بر مجذور ثانیه (۳۲٫۱۷ فوت بر مجذور ثانیه)
- {\displaystyle g_{\mathrm {equator} }} = ۹٫۷۸۰ متر بر مجذور ثانیه (۳۲٫۰۹ فوت بر مجذور ثانیه)
- {\displaystyle \varphi } = عرض جغرافیایی، بین -۹۰ درجه و +۹۰ درجه

هیچ‌کدام از این‌ها تغییرات گرانش را با تغییرات ارتفاع به حساب نمی‌آورند، اما مدل دارای تابع کسینوس، نیروی گریز از مرکز را که با چرخش زمین ایجاد می‌شود، در نظر می‌گیرد. در کره دوار، مجموع نیروی میدان گرانشی و نیروی گریز از مرکز، انحراف زاویه ای را تقریباً به میزان زیر، بر حسب رادیان، بین جهت میدان گرانشی و جهت اندازه‌گیری شده توسط خط شاقول دست می‌دهد:
{\displaystyle {\frac {\sin(2\varphi )}{2g}}{R\Omega ^{2}}}
به نظر می‌رسد که خط شاقول در نیمکره شمالی به سمت جنوب و در نیمکره جنوبی به سمت شمال است.
هم چنین {\displaystyle \Omega \approx 7.29\times 10^{-5}} rad/s همان سرعت زاویه ای روزانه محور زمین است و {\displaystyle R\approx 6370} کیلومتر یا همان شعاع کره مرجع و {\displaystyle R\sin \varphi }، فاصله نقطه روی پوسته زمین تا محور زمین است.
در مورد اثر جاذبه جرم به خودی خود، شتاب گرانشی در استوا حدود ۰٫۱۸٪ کمتر از قطب‌ها است، زیرا در نقطه دورتری از مرکز جرم قرار دارند. هنگامی که جزء چرخشی مانند بالا گنجانده شود، گرانش در استوا حدود ۰٫۵۳٪ کمتر از گرانش در قطب است، در حالی که گرانش در قطب‌ها تحت تأثیر چرخش قرار نمی‌گیرد؛ بنابراین مولفه چرخشی تغییر ناشی از عرض جغرافیایی ۰٫۳۵٪، تقریباً دو برابر تغییر جاذبه جرم ناشی از عرض جغرافیایی ۰٫۱۸٪ است، اما هر دو قدرت گرانش در خط استوا را در مقایسه با گرانش در قطب کاهش می‌دهند.
باید توجه داشت که برای ماهواره‌ها، مدارها از چرخش زمین جدا می‌شوند، بنابراین دوره مداری لزوماً یک روز نیست، بلکه ممکن است خطاها در مدارهای متعدد جمع شوند، بنابراین دقت مهم است. برای چنین مسائلی، چرخش زمین بی‌اهمیت خواهد بود، مگر اینکه تغییرات با طول جغرافیایی مدل‌سازی شوند. همچنین، تغییر گرانش با ارتفاع، به ویژه برای مدارهای بسیار بیضی شکل مهم می‌شود.
مدل گرانشی زمین 1996 (EGM96) شامل ۱۳۰٬۶۷۶ ضریب است که مدل میدان گرانشی زمین را اصلاح می‌کند. : ۴۰ مهم‌ترین عبارت تصحیح، حدود دو برابر بزرگتر از جمله بزرگ بعدی است. : ۴۰ آن ضریب به عنوان {\displaystyle J_{2}} شناخته می‌شود و مسطح شدنیا پهن شدن قطب‌های زمین را به حساب می‌آورد. (شکلی که بر روی محور تقارن خود کشیده شده‌است، مانند یک فوتبال آمریکایی، prolate نامیده می‌شود)
یک تابع پتانسیل گرانشی را می‌توان برای تغییر انرژی پتانسیل برای یک واحد جرم که از بی‌نهایت به نزدیکی زمین آورده می‌شود، نوشت. در نظر گرفتن مشتقات جزئی آن تابع با توجه به یک سیستم مختصات، اجزای جهت بردار شتاب گرانشی را به عنوان تابعی از مکان حل می‌کند.
مولفه ناشی از چرخش زمین را می‌توان در صورت لزوم بر اساس یک روز نجومی نسبت به ستارگان (≈۳۶۶٫۲۴ روز در سال)، به جای یک روز خورشیدی (≈۳۶۵٫۲۴ روز در سال) در نظر گرفت. این جزء عمود بر محور چرخش است تا سطح زمین.
مدل مشابه تنظیم شده برای هندسه و میدان گرانشی مریخ را می‌توان در نشریه NASA SP-8010 یافت.
{\displaystyle \mathbf {g} =-{GM \over r^{2}}\mathbf {\hat {r}} }
که در آن:
M جرم جسم جذب کننده است، {\displaystyle \scriptstyle \mathbf {\hat {r}} } بردار واحد از مرکز جرم جسم جذب کننده تا مرکز جرم جسمی است که شتاب می‌گیرد، r فاصله بین دو جسم و G ثابت گرانشی است.
وقتی این محاسبه برای اجرام روی سطح زمین یا هواپیماهایی که با زمین می‌چرخند انجام می‌شود، باید این واقعیت را در نظر گرفت که زمین در حال چرخش است و شتاب گریز از مرکز باید از آن کم شود.
به عنوان مثال، معادله بالا شتاب m/s2 9.820 را نشان می‌دهد، زمانی که GM = ۳٫۹۸۶ × 1014 m3/s2، و R = ۶٫۳۷۱ × 106 m.
شعاع مایل به مرکز r = R cos(φ) است و واحد زمان مایل به مرکز تقریباً (day / 2{\displaystyle \pi }), است که این برای شعاع r = ۵ × 106 metres, به 9.79379 m/s 2 کاهش می‌یابد که در ضمن به مقدار مشاهده شده نزدیکتر است.

## فرمول‌های پایه
فرمول‌های مختلف و اصلاح شده پی در پی برای محاسبه گرانش نظری به عنوان فرمول بین‌المللی گرانش نامیده می‌شود که اولین آن در سال ۱۹۳۰ توسط انجمن بین‌المللی زمین سنجی پیشنهاد شد. شکل کلی آن فرمول این است:
{\displaystyle g(\phi )=g_{e}\left(1+A\sin ^{2}(\phi )-B\sin ^{2}(2\phi )\right),}
که در آن (φ)g گرانش به عنوان تابعی از عرض جغرافیایی φ مربوط به موقعیتی است که گرانش آن باید تعیین شود، {\displaystyle g_{e}} نشان دهنده گرانش در خط استوا است (که با اندازه‌گیری تعیین می‌شود) و ضرایب A و B پارامترهایی هستند که باید انتخاب شوند تا تناسب جامع و خوبی با گرانش واقعی ایجاد کنند.
با استفاده از مقادیر سیستم مرجع GRS80، نمونه‌ای از فرمول بالا که معمولاً مورد استفاده قرار می‌گیرد به صورت زیر ارائه می‌شود:
{\displaystyle g(\phi )=9.780327\left(1+0.0053024\sin ^{2}(\phi )-0.0000058\sin ^{2}(2\phi )\right)\,\mathrm {ms} ^{-2}.}
با استفاده از فرمول دو زاویه ای مناسب در ترکیب با هندسه فیثاغورثی می‌توان این فرمول را به شکل‌های زیر بازنویسی کرد:
{\displaystyle {\begin{aligned}g(\phi )&=9.780327\left(1+0.0052792\sin ^{2}(\phi )+0.0000232\sin ^{4}(\phi )\right)\,\mathrm {ms} ^{-2},\\&=9.780327\left(1.0053024-.0053256\cos ^{2}(\phi )+.0000232\cos ^{4}(\phi )\right)\,\mathrm {ms} ^{-2},\\&=9.780327\left(1.0026454-0.0026512\cos(2\phi )+.0000058\cos ^{2}(2\phi )\right)\,\mathrm {ms} ^{-2}.\end{aligned}}\,\!}
تا دهه ۱۹۶۰، بیشتر از فرمول‌های مبتنی بر بیضی هایفورد (۱۹۲۴) و زمین‌شناس معروف آلمانی هلمرت (۱۹۰۶) استفاده می‌شد. تفاوت بین محور نیمه اصلی (شعاع استوایی) بیضی هایفورد و بیضی مدرن WGS84 برابر ۲۵۱ متر و برای برای بیضی هلمرت فقط ۶۳ متر است.

## معادله سومیگلیانا
فرمول نظری جدیدتری برای گرانش به عنوان تابعی از عرض جغرافیایی، فرمول گرانش بین‌المللی 1980 (IGF80) است که در ضمن بر اساس بیضی GRS80 است، اما در حال حاضر اکنون از معادله سومیگلیانا (Somigliana) استفاده می‌کند:
{\displaystyle g(\phi )=g_{e}\left[{\frac {1+k\sin ^{2}(\phi )}{\sqrt {1-e^{2}\sin ^{2}(\phi )}}}\right],\,\!}
که در آن:
- {\displaystyle k={\frac {bg_{p}-ag_{e}}{ag_{e}}}} (مقدار ثابت فرمول)؛
- {\displaystyle g_{e},g_{p}} گرانش تعریف شده به ترتیب در استوا و قطب است.
- {\displaystyle a,b} به ترتیب نیمه محورهای استوایی و قطبی هستند.
- {\displaystyle e^{2}={\frac {a^{2}-b^{2}}{a^{2}}}} مربع برون مرکزی کروی است.

که نتیجه می‌دهد:
{\displaystyle g(\phi )=9.7803267715\left[{\frac {1+0.001931851353\sin ^{2}(\phi )}{\sqrt {1-0.0066943800229\sin ^{2}(\phi )}}}\right]\,\mathrm {ms} ^{-2}.}
اصلاحات بعدی، بر اساس بیضی WGS84 (سیستم ژئودتیک جهانی)، فرمول WGS گرانش بیضی ۱۹۸۴ است:
{\displaystyle g(\phi )=9.7803253359\left[{\frac {1+0.00193185265241\sin ^{2}(\phi )}{\sqrt {1-0.00669437999013\sin ^{2}(\phi )}}}\right]\,\mathrm {ms} ^{-2}.}
(که در آن {\displaystyle g_{p}} = 9.8321849378 ms−2)
تفاوت با IGF80، زمانی که برای اهداف ژئوفیزیکی استفاده می‌شود ناچیز است، اما ممکن است برای سایر کاربردها قابل توجه باشد.

### جزئیات بیشتر
برای گرانش معمولی {\displaystyle \gamma _{0}} از بیضی در سطح دریا (یعنی ارتفاع h = ۰)، این فرمول توسط Somigliana (1929) اعمال می‌شود:
{\displaystyle \gamma _{0}(\varphi )={\frac {a\cdot \gamma _{a}\cdot \cos ^{2}\varphi +b\cdot \gamma _{b}\cdot \sin ^{2}\varphi }{\sqrt {a^{2}\cdot \cos ^{2}\varphi +b^{2}\cdot \sin ^{2}\varphi }}}}
با
- {\displaystyle \gamma _{a}} = گرانش طبیعی در استوا
- {\displaystyle \gamma _{b}} = گرانش طبیعی در قطب
- a = محور نیمه اصلی (شعاع استوا)
- b = محور نیمه فرعی (شعاع قطب)
- {\displaystyle \varphi } = عرض جغرافیایی

فرمول برای ساده‌سازی به این صورت خواهد بود:
{\displaystyle \gamma _{0}(\varphi )=\gamma _{a}\cdot {\frac {1+p\cdot \sin ^{2}\varphi }{\sqrt {1-e^{2}\cdot \sin ^{2}\varphi }}}}
که:
- {\displaystyle p={\frac {b\cdot \gamma _{b}}{a\cdot \gamma _{a}}}-1}
- {\displaystyle e^{2}=1-{\frac {b^{2}}{a^{2}}};\quad } (e خروج از مرکز است)

برای سیستم مرجع ژئودتیک 1980 (GRS 80) پارامترها روی این مقادیر تنظیم می‌شوند:
{\displaystyle a=6\,378\,137\,\mathrm {m} \quad \quad \quad \quad b=6\,356\,752{.}314\,1\,\mathrm {m} }
{\displaystyle \gamma _{a}=9{.}780\,326\,771\,5\,\mathrm {\frac {m}{s^{2}}} \quad \gamma _{b}=9{.}832\,186\,368\,5\,\mathrm {\frac {m}{s^{2}}} }
{\displaystyle \Rightarrow p=1{.}931\,851\,353\cdot 10^{-3}\quad e^{2}=6{.}694\,380\,022\,90\cdot 10^{-3}}

## فرمول تقریب از بسط سری
فرمول سومیگلیانا از طریق بسط سری‌های مختلف، به شکل تقریبی سری زیر خواهد شد:
{\displaystyle \gamma _{0}(\varphi )=\gamma _{a}\cdot (1+\beta \cdot \sin ^{2}\varphi +\beta _{1}\cdot \sin ^{2}2\varphi +\dots )}

### فرمول گرانش بین‌المللی ۱۹۳۰
در سال ۱۹۳۰، فرمول گرانش نرمال توسط جینو کاسینیس در اتحادیه بین‌المللی ژئودزی و ژئوفیزیک به عنوان فرمول گرانش بین‌المللی همراه با بیضی هایفورد تعیین شد. پارامترها عبارتند از:
{\displaystyle \gamma _{a}=9{.}78049{\frac {\mathrm {m} }{\mathrm {s} ^{2}}}\quad \beta =5{.}2884\cdot 10^{-3}\quad \beta _{1}=-5{.}9\cdot 10^{-6}}
در طول زمان، مقادیر دوباره با دانش جدیدتر و روش‌های اندازه‌گیری دقیق‌تر بهبود یافتند.
هارولد جفریس در سال ۱۹۴۸ مقادیر را برای موارد زیر بهبود بخشید:
{\displaystyle \gamma _{a}=9{.}780373{\frac {\mathrm {m} }{\mathrm {s} ^{2}}}\quad \beta =5{.}2891\cdot 10^{-3}\quad \beta _{1}=-5{.}9\cdot 10^{-6}}

### فرمول بین‌المللی گرانش ۱۹۶۷
فرمول گرانش نرمال سیستم مرجع ژئودتیک ۱۹۶۷ با مقادیر زیر تعریف شده‌است:
{\displaystyle \gamma _{a}=9{.}780318{\frac {\mathrm {m} }{\mathrm {s} ^{2}}}\quad \beta =5{.}3024\cdot 10^{-3}\quad \beta _{1}=-5{.}9\cdot 10^{-6}}

### فرمول بین‌المللی گرانش ۱۹۸۰
از پارامترهای GRS 80، بسط سری کلاسیک به شرح ذیل است:
{\displaystyle \gamma _{a}=9{.}780327{\frac {\mathrm {m} }{\mathrm {s} ^{2}}}\quad \beta =5{.}3024\cdot 10^{-3}\quad \beta _{1}=-5{.}8\cdot 10^{-6}}
دقت در اینجا حدود ±10−6 m/s2 است.
با GRS 80 بسط سری زیر نیز معرفی شده‌است:
{\displaystyle \gamma _{0}(\varphi )=\gamma _{a}\cdot (1+c_{1}\cdot \sin ^{2}\varphi +c_{2}\cdot \sin ^{4}\varphi +c_{3}\cdot \sin ^{6}\varphi +c_{4}\cdot \sin ^{8}\varphi +\dots )}
به این ترتیب پارامترها عبارتن
- c1 = ۵٫۲۷۹ ۰۴۱۴·10−3
- c2 = ۲٫۳۲۷ ۱۸·10−5
- c3 = ۱٫۲۶۲·10−7
- c4 = ۷·10−10

در اینجا دقت در حدود ±10−9 m/s2 است. هنگامی که دقت لازم نباشد، شرایط موجود جمله آخر را می‌توان حذف کرد. اما توصیه می‌شود از این فرمول نهایی استفاده گردد.

## وابستگی به ارتفاع
کاسینیس وابستگی به ارتفاع را به صورت زیر تعیین کرد:
{\displaystyle g(\varphi ,h)=g_{0}(\varphi )-\left(3{.}08\cdot 10^{-6}\,{\frac {1}{\mathrm {s} ^{2}}}-4{.}19\cdot 10^{-7}\,{\frac {\mathrm {cm} ^{3}}{\mathrm {g} \cdot \mathrm {s} ^{2}}}\cdot \rho \right)\cdot h}
که دیگر میانگین تراکم سنگ ρ در نظر گرفته نمی‌شود.
از زمان 1967 GRS وابستگی به ارتفاع بیضی h به این شکل است:
{\displaystyle {\begin{aligned}g(\varphi ,h)&=g_{0}(\varphi )-\left(1-1{.}39\cdot 10^{-3}\cdot \sin ^{2}(\varphi )\right)\cdot 3{.}0877\cdot 10^{-6}\,{\frac {1}{\mathrm {s} ^{2}}}\cdot h+7{.}2\cdot 10^{-13}\,{\frac {1}{\mathrm {m} \cdot \mathrm {s} ^{2}}}\cdot h^{2}\\&=g_{0}(\varphi )-\left(3{.}0877\cdot 10^{-6}-4{.}3\cdot 10^{-9}\cdot \sin ^{2}(\varphi )\right)\,{\frac {1}{\mathrm {s} ^{2}}}\cdot h+7{.}2\cdot 10^{-13}\,{\frac {1}{\mathrm {m} \cdot \mathrm {s} ^{2}}}\cdot h^{2}\end{aligned}}}
تعبیر دیگر این است:
{\displaystyle g(\varphi ,h)=g_{0}(\varphi )\cdot (1-(k_{1}-k_{2}\cdot \sin ^{2}\varphi )\cdot h+k_{3}\cdot h^{2})}
با پارامترهای مشتق شده از GRS80:
- {\displaystyle k_{1}=2\cdot (1+f+m)/a=3{.}157\,04\cdot 10^{-7}\,\mathrm {m^{-1}} }
- {\displaystyle k_{2}=4\cdot f/a=2{.}102\,69\cdot 10^{-9}\,\mathrm {m^{-1}} }
- {\displaystyle k_{3}=3/(a^{2})=7{.}374\,52\cdot 10^{-14}\,\mathrm {m^{-2}} }

این بهبهود برای ارتفاعات معمول در هوانوردی مناسب است. اما برای ارتفاعات تا ماورای جو (بیش از ۱۰۰ کیلومتر)، خارج از محدوده کاربرد خواهد بود.

## فرمول WELMEC
در تمام ادارات استاندارد آلمان، شتاب سقوط آزاد g با توجه به میانگین عرض جغرافیایی φ و میانگین ارتفاع بالاتر از سطح دریا h با WELMEC–Formel محاسبه می‌شود:
{\displaystyle g(\varphi ,h)=\left(1+0{.}0053024\cdot \sin ^{2}(\varphi )-0{.}0000058\cdot \sin ^{2}(2\varphi )\right)\cdot 9{.}780318{\frac {\mathrm {m} }{\mathrm {s} ^{2}}}-0{.}000003085\,{\frac {1}{\mathrm {s} ^{2}}}\cdot h}
فرمول بر اساس فرمول جاذبه بین‌المللی از ۱۹۶۷ است.
مقیاس شتاب سقوط آزاد در یک مکان خاص، باید با اندازه‌گیری دقیق چندین قدر مکانیکی تعیین شود. ترازوها که جرم آنها به دلیل وزن اندازه‌گیری می‌شود، متکی به شتاب سقوط آزاد است، بنابراین برای استفاده باید با ثابت‌های مختلف در مکان‌های مختلف استفاده کرد. از طریق مفهوم به اصطلاح مناطق ثقلی، که با استفاده از گرانش معمولی تقسیم می‌شوند، یک ترازو می‌تواند توسط سازنده قبل از استفاده کالیبره شود.

## مثال
شتاب سقوط آزاد در شواینفورت :
داده‌ها:
- عرض جغرافیایی: ۵۰ درجه ۳ دقیقه و ۲۴ ثانیه = ۵۰٫۰۵۶۷ درجه
- ارتفاع از سطح دریا: ۲۲۹٫۷ متر
- تراکم صفحات سنگی: حدود. ۲٫۶ گرم بر سانتی‌متر مکعب
- شتاب سقوط آزاد اندازه‌گیری شده: g = ۹٫۸۱۰۰ ± 0.0001 m/s 2

شتاب سقوط آزاد که از طریق فرمول‌های گرانش معمولی محاسبه می‌شود:
- کاسینیس: g = 9.81038 m/s2
- جفریس: g = 9.81027 m/s2
- WELMEC: g = 9.81004 m/s2